# Marek Suchý
Marek Suchý (ur. 29 marca 1988 w Pradze) – czeski piłkarz występujący na pozycji środkowego obrońcy. Od 2021 roku zawodnik FK Mladá Boleslav.

## Kariera klubowa
Marek Suchý jest wychowankiem Slavii Praga, w której trenował już od piątego roku życia. Czech występował we wszystkich drużynach młodzieżowych tego klubu, pierwszej ligi czeskiej zadebiutował pod koniec rozgrywek – 14 maja 2005 roku w wygranym 1:0 wyjazdowym spotkaniu z Marilą Príbram. Suchý w całym sezonie rozegrał łącznie trzy pojedynki i razem ze swoim klubem zdobył wicemistrzostwo kraju. Podczas rozgrywek 2005/2006 czeski obrońca zanotował już 21 występów, w tym 20 w podstawowej jedenastce. Slavia w końcowej tabeli uplasowała się na trzeciej pozycji, a mistrzostwo Czech wywalczył Slovan Liberec. W sezonie 2006/2007 Suchý wziął udział w szesnastu meczach pierwszej ligi, a jego zespół zajął ostatecznie drugie miejsce za Spartą Praga. Marek w corocznym plebiscycie przeprowadzanym przez czeskich dziennikarzy został uznany za największe odkrycie 2006 roku, za co otrzymał czeską Złotą Piłkę.
W sezonie 2007/2008 Czech był podstawowym graczem swojej drużyny. Zagrał w 26 ligowych spotkaniach, a 19 października 2007 roku w zwycięskim 3:0 pojedynku z Viktorią Pilzno strzelił swojego pierwszego gola dla Slavii. „Sešívaní” wywalczyli mistrzostwo kraju i zapewnili sobie awans do trzeciej rundy eliminacyjnej Ligi Mistrzów, w której przegrali jednak w dwumeczu z Fiorentiną. Latem agent Suchego poinformował, że chęć pozyskania jego klienta wyraziło kilka brytyjskich zespołów, między innymi Rangers, Aston Villa, Newcastle United oraz Everton, jednak zawodnik zdecydował się pozostać w Pradze.
24 listopada 2009 został wypożyczony do rosyjskiego Spartaka Moskwa z opcją transferu definitywnego za 3,5 miliona euro. W 2014 roku odszedł do FC Basel. W latach 2019–2021 był zawodnikiem FC Augsburg, a w 2021 przeszedł do FK Mladá Boleslav.

## Kariera reprezentacyjna
Suchý ma za sobą występy w młodzieżowych reprezentacjach Czech. Grał między innymi w drużynie do lat 20, z którą w 2007 roku wywalczył wicemistrzostwo świata juniorów. W 2009 roku wychowanek Slavii po raz pierwszy został powołany do seniorskiej reprezentacji Czech. Znalazł się między innymi w kadrze drużyny narodowej na mecze eliminacji do Mistrzostw Świata 2010 ze Słowenią oraz Słowacją.